# Vulliens
Vulliens (/vyʎã/ ou /vujã/) est une commune suisse du canton de Vaud, située dans le district de la Broye-Vully. Citée dès 1141, elle fait partie du district d'Oron de 1798 à 2007. La commune est peuplée de 633 habitants en 2022. Son territoire, d'une surface de 670 hectares, se situe entre la région du Jorat et celle de la Broye.

## Géographie

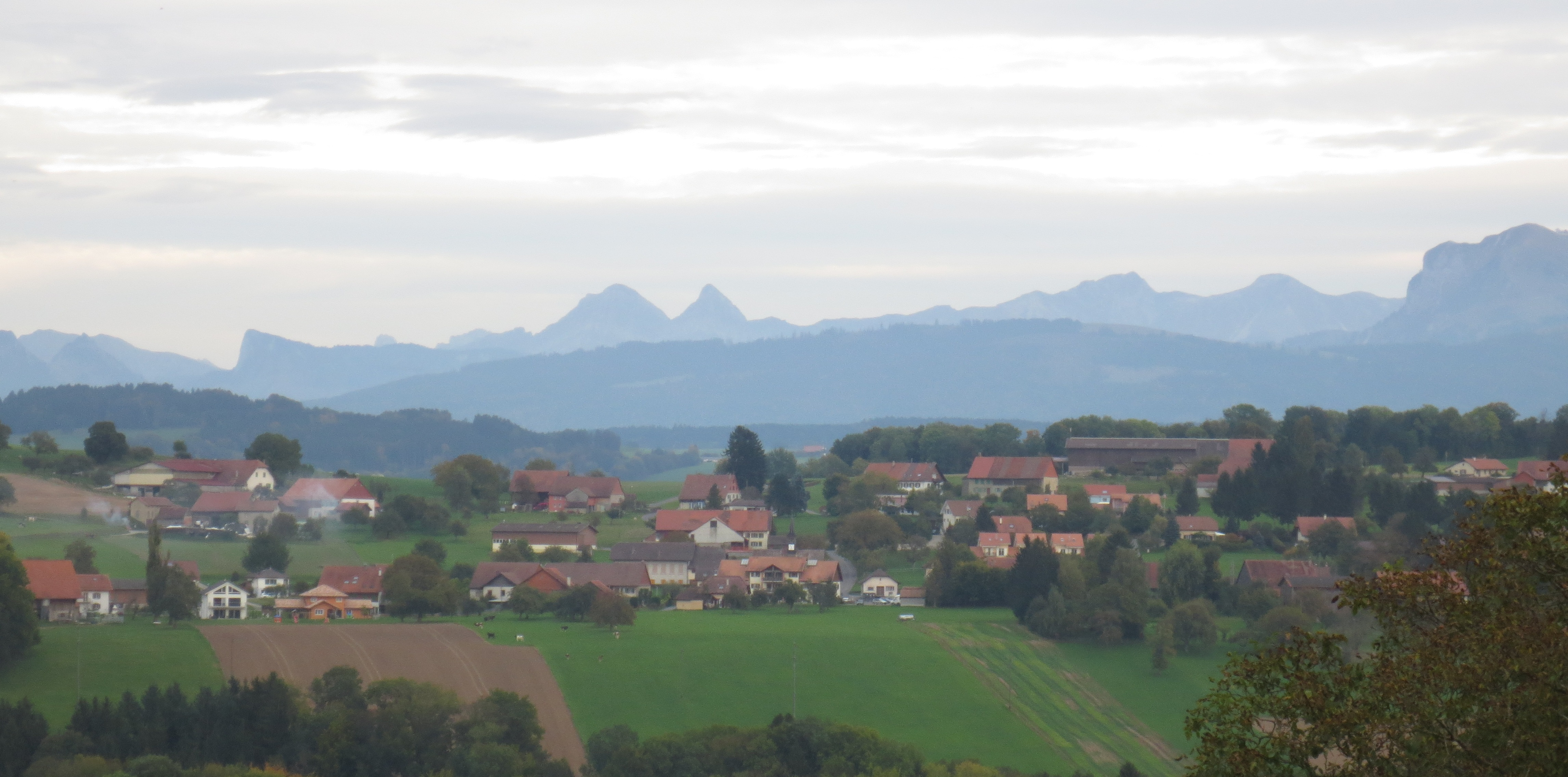
Vulliens vu du village voisin de Vucherens, avec les Alpes en arrière-plan.

Le territoire de Vulliens s'étend sur 6,63 km2. Lors du relevé de 2013-2018, les surfaces d'habitations et d'infrastructures représentaient 6,2 % de sa superficie, les surfaces agricoles 66,1 %, les surfaces boisées 27,1 % et les surfaces improductives 1,4 %.
Jusqu'à sa dissolution, la commune faisait partie du district d'Oron. Depuis le 1er janvier 2008, elle fait partie du nouveau district de la Broye-Vully. Elle a des frontières communes avec Carrouge, Chavannes-sur-Moudon, Ferlens, Moudon, Syens et Vucherens dans le canton de Vaud et Écublens et Montet dans le district de la Glâne du canton de Fribourg. La commune se situe entre la région du Jorat et celle de la Broye. Topologiquement, elle est délimitée au nord par une falaise molassique qui tombe dans la vallée de la Broye et au sud par l'embouchure de l'étang de la Bressonne près de Moudon. De là, les terrains communaux s'étendent sur les crêtes qui sont respectivement le Pierravau à 696 mètres d'altitude, le Bramafan à 768 mètres et Le Signal qui, avec 776 mètres, est le point le plus élevé de la commune. La crête descend ensuite abruptement vers l'est dans la vallée de la Broie, alors que l'ouest est marqué par des pentes plus douces conduisant à la vallée du Carrouge qui marque la frontière communale. À l’extrême sud de la commune se trouve le bois de Ban. Outre le village de Vulliens, la commune compte également les localités de Bressonnaz-Dessus surplombant la vallée de la Broye à 570 mètres d'altitude, Sépey à 645 mètres, Bramafan à 688 mètres et le Champ du Fau à 711. La commune possède sur son territoire une station d'épuration recyclant les eaux usées des villages alentour et est caractérisée par plusieurs sources d'eau, lui conférant une certaine autonomie.

## Toponymie
Le nom de la commune, qui se prononce /vyʎã/ ou /vujã/, dérive d'un nom de personne germanique masculin du type Wille ou Wil(l)o et du suffixe toponymique germanique -ingōs.
Sa première occurrence écrite date de 1152 à 1157, sous les formes de Willens et Villens.

## Population et société

### Gentilé et surnom
Les habitants de la commune sont surnommés les Talènes ou Taleine (les guêpes ou frelons en patois vaudois ; lors de bals, un nid de guêpes était suspendu au-dessus du pont de danse).
Les habitants de Seppey se nomment les Seppeyains.

### Démographie

#### Évolution de la population
Vulliens compte 633 habitants au 31 décembre 2022 pour une densité de population de 95 hab/km2. Sur la période 2010-2019, sa population a augmenté de 43,5 % (canton : 12,9 % ; Suisse : 9,4 %).  

#### Pyramide des âges
En 2020, le taux de personnes de moins de 30 ans s'élève à 37,8 %, au-dessus de la valeur cantonale (35 %). Le taux de personnes de plus de 60 ans est quant à lui de 20,8 %, alors qu'il est de 21,9 % au niveau cantonal.
La même année, la commune compte 312 hommes pour 313 femmes, soit un taux de 49,9 % d'hommes, supérieur à celui du canton (49,1 %).
| Hommes | Classe d’âge | Femmes |
| ------ | ------------ | ------ |
| 0,3    | 90 ans ou +  | 1,3    |
| 5,1    | 75 à 89 ans  | 6,7    |
| 13,5   | 60 à 74 ans  | 14,7   |
| 16,0   | 45 à 59 ans  | 19,5   |
| 24,4   | 30 à 44 ans  | 23,0   |
| 19,2   | 15 à 29 ans  | 16,6   |
| 21,5   | - de 14 ans  | 18,2   |

| Hommes | Classe d’âge | Femmes |
| ------ | ------------ | ------ |
| 0,5    | 90 ans ou +  | 1,4    |
| 6,1    | 75 à 89 ans  | 8,2    |
| 13,3   | 60 à 74 ans  | 14,3   |
| 21,5   | 45 à 59 ans  | 21,2   |
| 22,0   | 30 à 44 ans  | 21,4   |
| 19,6   | 15 à 29 ans  | 18,0   |
| 16,9   | - de 14 ans  | 15,5   |

## Histoire
Lors de l'exploitation d'une gravière en 1901 et 1912, on trouve une sépulture datant de La Tène renfermant des ossements et des bijoux. Le captage d'une source datant de l'époque romaine est découvert en 1989 par des archéologues. Vulliens est mentionné dès 1141 sous le nom de Wilens. Au XIIIe siècle, Vulliens est le centre d'une seigneurie se situant au nord du Jorat et appartenant à une famille portant le nom du village. L'église est paroissiale dès 1228 et fait partie de la paroisse de Mézières dès la réforme de 1536. Le village appartient successivement aux Fernex-Lullin, aux Genève-Lullin, aux Tavel, aux Joffrey, aux Chandieu, puis aux Senarclens entre 1400 et 1763. À l'époque bernoise, il fait partie du bailliage de Moudon et est le siège d'une cour de justice. La commune fait ensuite partie du district d'Oron de 1798 à 2007, puis du district de la Broye-Vully,.

### Héraldique
| Blason de Vulliens | Blason  | De gueules à la fasce d'or accompagnée de trois roses du même |
| Blason de Vulliens | Détails | Vers 1900, la commune reprend les armes des nobles du village, connues par des sceaux du XIIe siècle, et des éléments des armoriaux du XVIe siècle. La commune fait enregistrer le blason en 1921. |

## Politique
Lors des élections fédérales suisses de 2011, la commune a voté à 22,60 % pour l'Union démocratique du centre. Les deux partis suivants furent le Parti socialiste suisse avec 19,56 % des suffrages et le Parti démocrate-chrétien avec 18,80 %. Lors des élections cantonales au Grand Conseil de mars 2011, les habitants de la commune ont voté pour l'Union démocratique du centre à 30,52 %, le Parti libéral-radical à 26,77 %, l'Alliance du centre à 18,34 %, les Verts à 13,79 % et le Parti socialiste à 10,58 %. Sur le plan communal, Vulliens est dirigé par une municipalité formée de 5 membres et dirigée par un syndic, en la personne de M. Daniel Schorderet depuis le 1er janvier 2002, pour l'exécutif et un Conseil général dirigé par un président et secondé par un secrétaire pour le législatif.

## Patrimoine bâti
Église
Une église paroissiale est citée à Vulliens déjà en 1228. Le bâtiment actuel est bien différent, mais conserve deux fenêtres et un portail du XVe siècle.
Château de Seppey
Ancienne demeure seigneuriale qui conserve une tour du XIIe siècle. Propriété dès 1759 de Barthélemy-Daniel Burnand, dont la famille le conserve longtemps.

## Transports
Au niveau des transports en commun, Vulliens fait partie de la communauté tarifaire vaudoise Mobilis. Le bus des Transports publics de la région lausannoise reliant Lausanne à Moudon s'arrête aux abords de la commune. Le village est aussi desservi par les bus sur appel Publicar, qui sont un service de CarPostal.

## Vie communale
Vulliens possède une société de Jeunesse ainsi qu'une abbaye vaudoise : l'Abbaye de la Paix.

## Personnalités

### Eugène Burnand
La commune a vu vivre en ses terres l'illustre peintre réaliste vaudois Eugène Burnand. Bien qu'il soit né et que le musée créé à son effigie soit à Moudon, Eugène Burnand a vécu une grande partie de sa vie dans son château dans le hameau de Sépey sur la commune de Vulliens. Une fresque grandeur nature est encore perceptible sur l'une des bâtisses du petit hameau. Depuis sa mort, Eugène Burnand ainsi qu'une partie de ses descendants, reposent au cimetière de Vulliens.

### Albert-Louis Chappuis
Albert-Louis Chappuis est né le 5 mars 1926 à Vulliens. Ce fils d'agriculteur reprend la ferme familiale qu'il peut rénover grâce à ses revenus d'éditeur. Albert-Louis Chappuis a un certain goût pour l'écriture et publie son manuscrit de La moisson sans grain en 1955. À cette occasion, il crée les Éditions Mon Village pour pouvoir publier ses ouvrages qui s'inspirent du terroir et de la condition paysanne. En 1979, il publie Pipe, roman tiré d'une libre adaptation du film d'Yves Yersin et Claude Muret Les petites fugues. Albert-Louis Chappuis décède le 26 juin 1994 à Lausanne. Depuis, il repose au cimetière de Vulliens et une rue du village porte son nom.